# Kırık Kalpler Albümü
Kırık Kalpler Albümü is het elfde album van de Turkse singer-songwriter Sertab Erener.

## Nummers
1. Açılış
2. Aşk Beni
3. Olsun
4. Karbeyaz
5. Kafi
6. Şiirin Bir Üstü
7. Tek Başıma
8. İnsanım Nihayetinde
9. Gitsem
10. Kime Diyorum
11. Kime Diyorum (Ozan Yılmaz - Pop Remix)